# Capi di Stato della Grecia
Questo è l'elenco dei capi di Stato della Grecia, dal riconoscimento internazionale dell'indipendenza come Stato moderno nel 1827, durante l'ultima parte della guerra d'indipendenza greca, fino al presente.

## Prima Repubblica (1822-1832)

### Stato ellenico (1827-1832)
| Capo di Stato | Capo di Stato                                             | Mandato        | Mandato        | Partito       |
| Capo di Stato | Capo di Stato                                             | Inizio         | Fine           | Partito       |
| ------------- | --------------------------------------------------------- | -------------- | -------------- | ------------- |
|               | Giovanni Capodistria Ιωάννης Καποδίστριας (1776–1831)     | 14 aprile 1827 | 9 ottobre 1831 | Partito Russo |
|               | Agostino Capodistria Αυγουστίνος Καποδίστριας (1778–1857) | 9 ottobre 1831 | 9 aprile 1832  | Partito Russo |

### Consigli di Governo (1832-1833)
Dopo l'assassinio di Giovanni Capodistria il paese finisce nel caos e nell'anarchia. In seguito alle dimissioni di Agostino Capodistria si stabiliscono una serie di consigli collettivi di governo, ma la cui autorità era molto spesso solo formale.
| Consiglio di governo | Mandato        | Mandato         |
| Consiglio di governo | Inizio         | Fine            |
| --- | -------------- | --------------- |
| Theodoros Kolokotronis Andreas Zaimīs Ioannis Kolettis Andreas Metaxas Vasilios Boudouris                                             | 9 aprile 1832  | 14 aprile 1832  |
| Geōrgios Kountouriōtīs Ioannis Kolettis Andreas Metaxas Andreas Zaimīs Dimitrios Plapoutas Dimitrios Ypsilantis Konstantinos Botsaris | 14 aprile 1832 | 3 ottobre 1832  |
| Andreas Zaimīs Andreas Metaxas Ioannis Kolettis                                                                                       | 3 ottobre 1832 | 6 febbraio 1833 |

## Regno di Grecia (1832-1924)

### Wittelsbach (1832-1862)
| Re | Re                         | Mandato         | Mandato         |
| Re | Re                         | Inizio          | Fine            |
| -- | -------------------------- | --------------- | --------------- |
|    | Ottone Όθων Α΄ (1815-1867) | 6 febbraio 1833 | 23 ottobre 1862 |

### Schleswig-Holstein-Sonderburg-Glücksburg (1863-1924)
| Re | Re                                       | Mandato         | Mandato         |
| Re | Re                                       | Inizio          | Fine            |
| -- | ---------------------------------------- | --------------- | --------------- |
|    | Giorgio I Γεώργιος Α΄ (1845-1913)        | 30 ottobre 1863 | 18 marzo 1913   |
|    | Costantino I Κωνσταντίνος Α΄ (1868-1923) | 18 marzo 1913   | 11 giugno 1917  |
|    | Alessandro Αλέξανδρος Α΄ (1893–1920)     | 11 giugno 1917  | 25 ottobre 1920 |

Dopo la morte di Alessandro la successione si rivelò problematica, il governo venizelista all'inizio favorì il fratello minore di Alessandro, Paolo. Quando Paolo rifiutò di succedere a suo padre Costantino e suo fratello maggiore Giorgio, il governo agì come capo di Stato fino all'elezione dell'ammiraglio Kountouriotis in qualità di reggente.
| Reggente | Reggente                                                                              | Mandato          | Mandato          |
| Reggente | Reggente                                                                              | Inizio           | Fine             |
| -------- | ------------------------------------------------------------------------------------- | ---------------- | ---------------- |
|          | Ammiraglio Paulos Kountouriōtīs Παύλος Κουντουριώτης (1855–1935)                      | 28 ottobre 1920  | 17 novembre 1920 |
|          | Regina Madre Olga Konstantinovna di Russia Όλγα Κωνσταντίνοβνα της Ρωσίας (1851–1926) | 17 novembre 1920 | 19 dicembre 1920 |

Il nuovo governo tenne un referendum, da cui risultò la stragrande maggioranza favorevole al ritorno del re Costantino I.
| Re | Re                                       | Mandato           | Mandato           |
| Re | Re                                       | Inizio            | Fine              |
| -- | ---------------------------------------- | ----------------- | ----------------- |
|    | Costantino I Κωνσταντίνος Α΄ (1868–1923) | 19 dicembre 1920  | 27 settembre 1922 |
|    | Giorgio II Γεώργιος Β΄ (1890–1947)       | 27 settembre 1922 | 25 marzo 1924     |

L'ammiraglio Kountouriotis divenne reggente per una seconda volta dal 19 dicembre 1923 al 24 marzo 1924. Il giorno successivo il parlamento dichiarò il paese come Repubblica e Kountouriotis divenne presidente provvisorio.
| Reggente | Reggente                                                         | Mandato          | Mandato       |
| Reggente | Reggente                                                         | Inizio           | Fine          |
| -------- | ---------------------------------------------------------------- | ---------------- | ------------- |
|          | Ammiraglio Paulos Kountouriōtīs Παύλος Κουντουριώτης (1855–1935) | 19 dicembre 1923 | 24 marzo 1924 |

## Seconda Repubblica (1924-1935)
| Presidente | Presidente                                                       | Mandato          | Mandato         |
| Presidente | Presidente                                                       | Inizio           | Fine            |
| ---------- | ---------------------------------------------------------------- | ---------------- | --------------- |
|            | Ammiraglio Paulos Kountouriōtīs Παύλος Κουντουριώτης (1855–1935) | 25 marzo 1924    | 15 marzo 1926   |
|            | Generale Theodoros Pangalos Θεόδωρος Πάγκαλος (1878–1952)        | 15 marzo 1926    | 22 agosto 1926  |
|            | Ammiraglio Paulos Kountouriōtīs Παύλος Κουντουριώτης (1855–1935) | 24 agosto 1926   | 9 dicembre 1929 |
|            | Alexandros Zaimīs Αλέξανδρος Ζαΐμης (1855–1936)                  | 10 dicembre 1929 | 10 ottobre 1935 |

Il 10 ottobre 1935 il generale Georgios Kondylis rovesciò il governo guidato da Panagīs Tsaldarīs, abolì la repubblica e si auto-proclamò reggente dello stato.

## Regno di Grecia (1935-1973)
| Reggente | Reggente                                                 | Mandato         | Mandato          |
| Reggente | Reggente                                                 | Inizio          | Fine             |
| -------- | -------------------------------------------------------- | --------------- | ---------------- |
|          | Generale Georgios Kondylis Γεώργιος Κονδύλης (1879–1936) | 10 ottobre 1935 | 25 novembre 1935 |

Il 3 novembre un referendum, caratterizzato da brogli elettorali e violenze, confermò l'abolizione della repubblica ed il ritorno della monarchia. Il 25 novembre dello stesso anno re Giorgio II fu riportato sul trono.

### Schleswig-Holstein-Sonderburg-Glücksburg (1935-1973)
| Re | Re                                 | Mandato          | Mandato          |
| Re | Re                                 | Inizio           | Fine             |
| -- | ---------------------------------- | ---------------- | ---------------- |
|    | Giorgio II Γεώργιος Β΄ (1890–1947) | 25 novembre 1935 | 31 dicembre 1944 |

Dopo la liberazione del Paese dalle truppe naziste l'arcivescovo Damaskinos di Atene è reggente dal 31 dicembre 1944 al 27 settembre 1946. 
| Reggente | Reggente                                               | Mandato          | Mandato           |
| Reggente | Reggente                                               | Inizio           | Fine              |
| -------- | ------------------------------------------------------ | ---------------- | ----------------- |
|          | Arcivescovo Damaskinos di Atene Δαμασκηνός (1891–1949) | 31 dicembre 1944 | 27 settembre 1946 |

Il 1º settembre 1946 attraverso un referendum istituzionale i Greci votarono per il mantenimento dell'istituto monarchico e il 27 settembre dello stesso anno re Giorgio II viene riportato sul trono.
| Re | Re                                        | Mandato           | Mandato        |
| Re | Re                                        | Inizio            | Fine           |
| -- | ----------------------------------------- | ----------------- | -------------- |
|    | Giorgio II Γεώργιος Β΄ (1890–1947)        | 27 settembre 1946 | 1º aprile 1947 |
|    | Paolo Παύλος Α΄ (1901–1964)               | 1º aprile 1947    | 6 marzo 1964   |
|    | Costantino II Κωνσταντίνος Β΄ (1940–2023) | 6 marzo 1964      | 1º giugno 1973 |

## Dittatura militare (1967-1974)
Il regime dei colonnelli salì al potere con un colpo di Stato militare guidato dal colonnello Geōrgios Papadopoulos il 21 aprile 1967. Quando re Costantino II andò in esilio il 13 dicembre, il suo ruolo costituzionale venne assunto dai reggenti nominati dalla giunta militare.
| Reggente | Reggente                                                           | Mandato          | Mandato        |
| Reggente | Reggente                                                           | Inizio           | Fine           |
| -------- | ------------------------------------------------------------------ | ---------------- | -------------- |
|          | Generale Geōrgios Zōitakīs Γεώργιος Ζωιτάκης (1910–1996)           | 13 dicembre 1967 | 21 marzo 1972  |
|          | Colonnello Geōrgios Papadopoulos Γεώργιος Παπαδόπουλος (1919–1999) | 21 marzo 1972    | 31 maggio 1973 |

### La Repubblica presidenziale
Il 1º giugno 1973 la giunta militare abolì la monarchia e la sostituì con una repubblica presidenziale, scelta confermata con un plebiscito lo stesso anno.
| Presidente | Presidente                                                         | Mandato          | Mandato          |
| Presidente | Presidente                                                         | Inizio           | Fine             |
| ---------- | ------------------------------------------------------------------ | ---------------- | ---------------- |
|            | Colonnello Geōrgios Papadopoulos Γεώργιος Παπαδόπουλος (1919–1999) | 1º giugno 1973   | 25 novembre 1973 |
|            | Generale Phaedon Gizikis Φαίδων Γκιζίκης (1917–1999)               | 25 novembre 1973 | 17 dicembre 1974 |

## Terza Repubblica (dal 1974)
Il 24 luglio 1974 il presidente Gizikis nominò primo ministro Kōnstantinos Karamanlīs per portare il paese alle elezioni democratiche del 17 novembre 1974. Un secondo referendum, tenutosi l'8 dicembre 1974, confermò l'abolizione della monarchia con il 69% dei voti, e il mantenimento della repubblica parlamentare, con il presidente della Repubblica come capo di Stato.
| N°  | N°            | Presidente    | Presidente | Mandato          | Mandato        | Partito di provenienza           |
| N°  | N°            | Presidente    | Presidente | Inizio           | Fine           | Partito di provenienza           |
| --- | ------------- | ------------- | --- | ---------------- | -------------- | -------------------------------- |
| 1°  |               |               | Michaīl Stasinopoulos Μιχαήλ Στασινόπουλος (1903–2002) Presidente pro tempore                                    | 18 dicembre 1974 | 19 giugno 1975 | Nuova Democrazia                 |
| 2°  |               |               | Kōnstantinos Tsatsos Κωνσταντίνος Τσάτσος (1899–1987)                                                            | 20 giugno 1975   | 15 maggio 1980 | Nuova Democrazia                 |
| 3°  |               |               | Kōnstantinos Karamanlīs Κωνσταντίνος Καραμανλής (1907–1998)                                                      | 15 maggio 1980   | 10 marzo 1985  | Nuova Democrazia                 |
| -   |               |               | Iōannīs Aleuras Ιωάννης Αλευράς (1912–1995) Presidente del Parlamento facente funzioni di presidente pro tempore | 10 marzo 1985    | 30 marzo 1985  | Movimento Socialista Panellenico |
| 4°  |               |               | Chrīstos Sartzetakīs Χρήστος Σαρτζετάκης (1929–2022)                                                             | 30 marzo 1985    | 4 maggio 1990  | Indipendente                     |
| 5°  |               |               | Kōnstantinos Karamanlīs Κωνσταντίνος Καραμανλής (1907–1998)                                                      | 5 maggio 1990    | 10 marzo 1995  | Nuova Democrazia                 |
| 6°  |               |               | Kōstīs Stefanopoulos Κωστής Στεφανόπουλος (1926–2016)                                                            | 10 marzo 1995    | 11 marzo 2000  | Rinnovamento Democratico         |
| 6°  | 11 marzo 2000 | 12 marzo 2005 | Kōstīs Stefanopoulos Κωστής Στεφανόπουλος (1926–2016)                                                            |                  |                | Rinnovamento Democratico         |
| 7°  |               |               | Karolos Papoulias Κάρολος Παπούλιας (1929–2021)                                                                  | 12 marzo 2005    | 13 marzo 2010  | Movimento Socialista Panellenico |
| 7°  | 13 marzo 2010 | 13 marzo 2015 | Karolos Papoulias Κάρολος Παπούλιας (1929–2021)                                                                  |                  |                | Movimento Socialista Panellenico |
| 8°  |               |               | Prokopīs Paulopoulos Προκόπης Παυλόπουλος (1950)                                                                 | 13 marzo 2015    | 13 marzo 2020  | Nuova Democrazia                 |
| 9°  |               |               | Katerina Sakellaropoulou Κατερίνα Σακελλαροπούλου (1956)                                                         | 13 marzo 2020    | 13 marzo 2025  | Indipendente                     |
| 10° |               |               | Kōnstantínos Tasoúlas Κωνσταντίνος Τασούλας (1959)                                                               | 13 marzo 2025    | in carica      | Nuova Democrazia                 |

## Ex capi di Stato viventi
| Presidente               | Anni di presidenza | Data di nascita | Partito al momento dell'elezione |
| ------------------------ | ------------------ | --------------- | -------------------------------- |
| Prokopīs Paulopoulos     | 2015–2020          | 10 luglio 1950  | Nuova Democrazia                 |
| Katerina Sakellaropoulou | 2020–2025          | 30 maggio 1956  | Indipendente                     |